# 1989 (Taylor's Version)
1989 (Taylor's Version) es el cuarto álbum de estudio regrabado de la cantautora estadounidense Taylor Swift; fue lanzado el 27 de octubre de 2023 a través de Republic Records. Es una regrabación de su quinto álbum de estudio 1989 (2014) y sigue la contramedida de Swift contra el cambio de propiedad de los másteres de sus primeros seis álbumes musicales. La cantante anunció el lanzamiento el día 9 de agosto de 2023 en Los Ángeles, durante el final de la primera etapa de su sexta gira musical The Eras Tour por Estados Unidos.

## Antecedentes
Taylor Swift lanzó su quinto álbum de estudio, 1989, el 27 de octubre de 2014, distribuido por Big Machine Records. Inspirada en el synth-pop de la década de 1980, Swift creó 1989 para recalibrar su estilo musical desde el género country, en el cual se basaron sus primeros cuatro álbumes, a un sonido más pop. El álbum fue un éxito crítico y comercial, recibiendo críticas positivas por parte de los críticos y vendiendo más de 1.287 millones de copias en su primera semana en los Estados Unidos. Tres de sus sencillos, «Shake It Off», «Blank Space» y «Bad Blood», alcanzaron el número uno en el Billboard Hot 100. Swift se convirtió en la primera artista en tener tres álbumes que vendieron un millón de copias cada uno en la primera semana, 1989 fue el primer álbum lanzado en 2014 en superar el millón de copias, y encabezó el Billboard 200 durante 11 semanas no consecutivas. En la 58.ª edición anual de los Premios Grammy (2016), el álbum ganó el premio al Álbum del Año y al Mejor Álbum Vocal Pop, haciendo de Swift la primera artista femenina en ganar el primer premio en dos ocasiones.
Según su contrato de trece años de exclusividad con Big Machine Records, Swift lanzó seis álbumes de estudio bajo el sello desde 2006, con su álbum debut homónimo, hasta 2017 con su sexto álbum, y sucesor de 1989, Reputation. A fines de 2018, el contrato expiró; por lo tanto, se retiró de Big Machine y firmó un nuevo acuerdo con Republic Records, una división de Universal Music Group, que le aseguró los derechos de poseer a los másteres de cualquier música nueva que lanzara.
En 2019, el empresario estadounidense Scooter Braun y su empresa Ithaca Holdings adquirieron Big Machine Records, por lo que la propiedad de los másteres de los primeros seis álbumes de estudio de Swift, incluido 1989, se le fue concedido a Braun. En agosto de 2019, Swift denunció la compra de Braun y anunció que volvería a grabar sus primeros seis álbumes de estudio para ser propietaria de sus másteres. Swift comenzó el proceso de regrabación en noviembre de 2020, siendo Fearless (Taylor's Version) el primer álbum regrabado, de seis en total, en salir el 9 de abril de 2021, le seguiría Red (Taylor's Version) el 12 de noviembre de 2021 y Speak Now (Taylor's Version) el 7 de julio de 2023; los tres logrando un éxito crítico y comercial, debutando en la cima del Billboard 200.
Swift comenzó a dar pistas de 1989 (Taylor's Version) con «Wildest Dreams (Taylor's Version)», lanzado el 17 de septiembre de 2021, en medio de una tendencia viral de TikTok que involucraba a la grabación original de la canción del 2014. Un fragmento de «This Love (Taylor's Version)» fue presentado en el tráiler de The Summer I Turned Pretty, serie original de Prime Video, liberado el 5 de mayo de 2022, para que, al día siguiente, el 6 de mayo de 2022, lanzara la canción regrabada a todas las plataformas digitales. Un fragmento de «Bad Blood (Taylor's Version)» apareció en la película animada de 2022: DC Liga de Supermascotas. En el vídeo musical de «I Can See You (Taylor's Version)», una canción From The Vault de Speak Now (Taylor's Version), muestra una insinuación a la regrabación de 1989.
Los rumores del lanzamiento de la regrabación se hicieron más fuertes cuando los fanáticos notaron varios indicios mientras Swift realizaba sus presentaciones en el SoFi Stadium de Los Ángeles como parte de su sexta gira de conciertos, The Eras Tour, el 8 de agosto de 2023, incluyendo que varios de los trajes de Swift que vestía durante cada acto cambiaron a un color azul, y las pulseras led de los asistentes parpadeaban en azul cinco veces.
Finalmente, el 9 de agosto de 2023, en su último concierto en Los Ángeles, antes de proceder con el acto de las canciones sorpresas, Swift anunciaría 1989 (Taylor's Version) como su próximo álbum regrabado, que se lanzará el 27 de octubre de 2023, exactamente nueve años después del lanzamiento original de 1989. Como parte del anuncio, SoFi Stadium iluminó su techo con el título del álbum.

## Promoción y lanzamiento
1989 (Taylor's Version) fue lanzado a todos los servicios de streaming el 27 de octubre de 2023 en formatos de vinilo LP, casetes y CD, marcando el cuarto álbum regrabado de Taylor Swift. La edición estándar contiene 21 pistas, cinco de las cuales están designadas como "From The Vault", lo que indica canciones inéditas que fueron escritas para 1989, pero que no formaron parte de la lista final de canciones en 2014. Durante esta época se reveló que Swift había trabajado con Diane Warren para una canción en 1989, pero no se supo cuál era hasta el lanzamiento del álbum, siendo "Say Don't Go". El álbum se venderá en cuatro ediciones en CD, que presentarán diferentes portadas, carteles y fotografías, así como cinco variantes de vinilo, una de las cuales es una versión exclusiva de lujo de Target que contará con una pista extra.
El 19 de septiembre de 2023, una función para resolver rompecabezas como un paso para descubrir los títulos de las pistas "From The Vault" del álbum se lanzó en Google Search. La búsqueda de «Taylor Swift» daba lugar a un gráfico animado con una bóveda azul, que al hacer clic mostraría uno de los 89 acertijos, donde algunos contaban con una pista y otros no. Los títulos de las pistas se revelarían oficialmente una vez que se hubieran resuelto 33 millones de acertijos a nivel mundial. La función estuvo inactiva por unas horas debido a un colapso generado a causa del masivo ingreso de búsquedas por parte de la fanaticada de Swift. Finalmente, al día siguiente, el 20 de septiembre de 2023, se alcanzó la marca de los 33 millones, por lo que la función de los acertijos ahora mostraría un breve vídeo con una nota de voz de Swift revelando cuatro de los cinco títulos de las canciones From The Vault, siendo estas: «Is It Over Now?», «Now That We Don't Talk», «Say Don't Go» y «Suburban Legends».
A su vez, el día anterior, 19 de septiembre, poco después de que comenzará la función de los acertijos, Swift publicaría en sus redes sociales un breve vídeo donde se mostraba una animación de una bóveda de color azul rodeada de gaviotas con los caracteres "T-S-!-U-L" emergiendo de ella, por lo que los fanes especularían que sería el nombre de una de las canciones "From The Vault". Al día siguiente, unas horas después de que la meta de los 33 millones de acertijos se cumpliera, Swift publicaría en sus redes cuatro diferentes contraportadas de sus CDs y vinilos, donde se mostraría la lista oficial de canciones del álbum, revelando que la canción no revelada llevaría como título «Slut!».
Los precios para proyecciones estándar de la película de concierto Taylor Swift: The Eras Tour en Estados Unidos fueron preestablecidos en $19.89 para adultos, referenciando al lanzamiento de la regrabación del álbum.

## Rendimiento Comercial
El álbum debutó en el número 1 del Billboard 200 con 1 653 000 unidades vendidas en su primera semana, superando al álbum original, que debutó con 1 287 000   convirtiéndose en el sexto álbum de Swift en abrir con más de un millón de copias en la primera semana, extendiendo el récord que ya poseía anteriormente como el artista que más ha alcanzado este hito, y convirtiéndose así en el debut para un álbum más grande de la década del 2020 y de la carrera de Swift.
En los Estados Unidos, 1989 (Taylor's Version) se convirtió en el undécimo álbum de Swift con un récord de ventas de 500.000 copias, vendió 580.000 LP y rompió el récord que poseía Swift con su propio Midnights, de ventas de vinilos en la primera semana más altas del siglo XXI. El álbum marcó el decimotercer puesto de Swift en las listas, ampliando su récord de álbumes número uno entre artistas femeninas.Las 21 pistas de la edición estándar de la regrabación entraron en el Hot 100, con "Is It Over Now?", en la cima, convirtiéndose en el undécimo número uno de Swift en dicha lista. Esta fue la quinta vez que Swift debutó con una canción y un álbum en la cima del Billboard 200 y Hot 100, extendiendo un récord de todos los tiempos.
En el ámbito del streaming, el álbum rompió varios récords. En Spotify, registró el mayor número de reproducciones en un solo día a nivel mundial para un álbum en 2023 y el segundo más alto para un álbum en la historia, detrás del propio Midnights (2022) de Swift, acumulando 176 millones de reproducciones en todo el mundo según datos estimados. Swift rompió su propio récord de más reproducciones en Spotify en un solo día para un artista.

## Lista de canciones
| 1989 (Taylor's Version) |                                                              |                                        |                                  |          |  |
| N.º                     | Título                                                       | Escritor(es)                           | Productor(es)                    | Duración |  |
| 1.                      | «Welcome to New York» (Taylor's Version)                     | Swift Ryan Tedder                      |                                  | 3:32     |  |
| 2.                      | «Blank Space» (Taylor's Version)                             | Swift Max Martin Shellback             |                                  | 3:51     |  |
| 3.                      | «Style» (Taylor's Version)                                   | Swift Martin Shellback Ali Payami      |                                  | 3:51     |  |
| 4.                      | «Out of the Woods» (Taylor's Version)                        | Swift Jack Antonoff                    |                                  | 3:55     |  |
| 5.                      | «All You Had to Do Was Stay» (Taylor's Version)              | Swift Martin                           |                                  | 3:13     |  |
| 6.                      | «Shake It Off» (Taylor's Version)                            | Swift Martin Shellback                 |                                  | 3:39     |  |
| 7.                      | «I Wish You Would» (Taylor's Version)                        | Swift Antonoff                         |                                  | 3:27     |  |
| 8.                      | «Bad Blood» (Taylor's Version)                               | Swift Martin Shellback                 |                                  | 3:31     |  |
| 9.                      | «Wildest Dreams» (Taylor's Version)                          | Swift Martin Shellback                 | Swift Christopher Rowe Shellback | 3:40     |  |
| 10.                     | «How You Get the Girl» (Taylor's Version)                    | Swift Martin Shellback                 |                                  | 4:07     |  |
| 11.                     | «This Love» (Taylor's Version)                               | Swift                                  | Swift Rowe                       | 4:10     |  |
| 12.                     | «I Know Places» (Taylor's Version)                           | Swift Tedder                           |                                  | 3:15     |  |
| 13.                     | «Clean» (Taylor's Version)                                   | Swift Imogen Heap                      |                                  | 4:31     |  |
| 14.                     | «Wonderland» (Taylor's Version)                              | Swift Martin Shellback                 |                                  | 4:05     |  |
| 15.                     | «You Are In Love» (Taylor's Version)                         | Swift Antonoff                         |                                  | 4:27     |  |
| 16.                     | «New Romantics» (Taylor's Version)                           | Swift Martin Shellback                 |                                  | 3:50     |  |
| 17.                     | «"Slut!"» (Taylor's Version) (From The Vault)                | Swift Ariel Rechtshaid                 |                                  | 3:00     |  |
| 18.                     | «Say Don't Go» (Taylor's Version) (From The Vault)           | Swift Diane Warren                     |                                  | 4:39     |  |
| 19.                     | «Now That We Don't Talk» (Taylor's Version) (From The Vault) | Swift Martin Shellback Mattman & Robin |                                  | 2:26     |  |
| 20.                     | «Suburban Legends» (Taylor's Version) (From The Vault)       | Swift Martin Shellback                 |                                  | 2:51     |  |
| 21.                     | «Is It Over Now?» (Taylor's Version) (From The Vault)        | Swift                                  |                                  | 3:49     |  |

| 1989 (Taylor's Version) – Edición Tangerine |                                                         |                |           |          |  |
| N.º                                         | Título                                                  | Escritor(es)   | Productor | Duración |  |
| 22.                                         | «Sweeter Than Fiction» (Taylor's Version) (Bonus Track) | Swift Antonoff |           | 3:57     |  |

| 1989 (Taylor's Version) – Deluxe |                                                            |                                               |           |          |  |
| N.º                              | Título                                                     | Escritor(es)                                  | Productor | Duración |  |
| 23.                              | « Bad Blood» (Taylor's Version) (Featuring Kendrick Lamar) | Taylor Swift Kendrick Duckworth Max Shellback |           | 3:19     |  |

| 1989 (Taylor's Version) – Digital Deluxe Album |                                                                 |                        |           |          |  |
| N.º                                            | Título                                                          | Escritor(es)           | Productor | Duración |  |
| 24.                                            | «"Slut!"» (Acustic Version) (Taylor's Version) (From The Vault) | Swift Ariel Rechtshaid |           |          |  |

## Posicionamiento en listas
| Lista (2023)                        | Mejor posición |
| ----------------------------------- | -------------- |
| Alemania (Offizielle Top 100)       | 1              |
| Argentina (CAPIF)                   | 1              |
| Australia (ARIA)                    | 1              |
| Bélgica (Ultratop Flandes)          | 1              |
| Bélgica (Ultratop Valonia)          | 1              |
| Escocia (Scottish Albums Chart)     | 1              |
| Estados Unidos (Billboard 200)      | 1              |
| Finlandia (Suomen virallinen lista) | 2              |
| Francia (SNEP)                      | 1              |
| Irlanda (OCC)                       | 1              |
| Italia (FIMI)                       | 1              |
| Japón (Oricon)                      | 11             |
| Japón Combined Albums (Oricon)      | 13             |
| Japón Hot Albums (Billboard Japan)  | 12             |
| Lituania (AGATA)                    | 2              |
| Noruega (VG‑lista)                  | 1              |
| Nueva Zelanda (RMNZ)                | 1              |
| Países Bajos (Album Top 100)        | 1              |
| Reino Unido (UK Albums Chart)       | 1              |
| Suecia (Sverigetopplistan)          | 1              |

## Certificaciones
| País          | Organismo certificador | Certificación | Ventas certificadas | Ref.   |
| ------------- | ---------------------- | ------------- | ------------------- | ------ |
| Alemania      | BVMI                   | Oro           | 75 000              | [ 50 ] |
| Australia     | ARIA                   | 2x Platino    | 140 000             | [ 51 ] |
| Austria       | IFPI Austria           | Oro           | 7 500               | [ 52 ] |
| Brasil        | Pro-Música Brasil      | 2x Platino    | 80 000              | [ 53 ] |
| Dinamarca     | IFPI Dinamarca         | Platino       | 20 000              | [ 54 ] |
| España        | Promusicae             | Platino       | 40 000              | [ 55 ] |
| Francia       | SNEP                   | Platino       | 100 000             | [ 56 ] |
| Italia        | FIMI                   | Platino       | 50 000              | [ 57 ] |
| Nueva Zelanda | RMNZ                   | Platino       | 15 000              | [ 58 ] |
| Polonia       | ZPAV                   | Platino       | 20 000              | [ 59 ] |
| Reino Unido   | BPI                    | Platino       | 300 000             | [ 60 ] |

## Historial de lanzamiento
| Región | Fecha                 | Formato(s)                              | Edición  | Discográfica     | Ref.   |
| ------ | --------------------- | --------------------------------------- | -------- | ---------------- | ------ |
| Varios | 27 de octubre de 2023 | Casete CD descarga digital LP streaming | Estándar | Republic Records | [ 61 ] |
| Varios | 27 de octubre de 2023 | CD                                      | Deluxe   | Republic Records | [ 62 ] |